# L'Afrique enchantée

L'Afrique enchantée est une ancienne émission de radio diffusée sur France Inter tous les dimanches de 17h à 18h de 2006 à juin 2015, animée par les journalistes Soro Solo et Vladimir Cagnolari.

## Historique
L'émission a été créée par le journaliste ivoirien Soro Solo et le Français Vladimir Cagnolari, ethnologue de formation, en 2006. Elle n'existe plus depuis le 21 juin 2015, Soro Solo a poursuivi sur le thème des musiques d'Afrique avec l'émission L'Afrique en solo sur France Inter.
L'émission a donné lieu à une série de bals Le Bal de l'Afrique enchantée dont le premier a eu lieu le 3 avril 2010 au Cabaret Sauvage à Paris, avec un orchestre de onze musiciens créé pour l'occasion Les Mercenaires de l'ambiance, et animé par les deux présentateurs de l'émission Soro Solo et Vladimir Cagolari, et la chroniqueuse Hortense Volle,.

## Description
L'émission porte non seulement sur la musique africaine, la littérature, la société mais aussi sur la politique du continent africain. Lors d'une interview sur le site Les Inrocks Vladimir Cagnolari a déclaré souhaiter « ne pas dissocier musique et politique ». L'émission enchaîne extraits musicaux, témoignages d'artistes, reportages, documents d'archive et anecdotes vécues. Les deux présentateurs Soro Solo et Vladimir Cagolari sont accompagnés d'Hortense Volle qui donne ses coups de cœur littéraires, musicaux ou cinématographiques. Il est possible de (ré)écouter l'émission sur le site web de France Inter.

## Distinctions
L'émission a reçu le Grand prix 2009 des radios francophones publiques (ex-aequo avec Les Pieds sur terre de France Culture) sur le thème « Intégration - immigration ».